# Pomadasys maculatus
Pomadasys maculatus е вид бодлоперка от семейство Haemulidae. Видът не е застрашен от изчезване.

## Разпространение и местообитание
Разпространен е в Австралия (Западна Австралия, Куинсланд и Северна територия), Бангладеш, Виетнам, Джибути, Египет, Еритрея, Етиопия, Йемен, Индия, Индонезия, Ирак, Иран, Камбоджа, Кения, Китай, Мавриций, Мадагаскар, Малайзия, Мианмар, Мозамбик, Обединени арабски емирства, Оман, Пакистан, Папуа Нова Гвинея, Провинции в КНР, Саудитска Арабия, Сейшели, Сингапур, Сомалия, Судан, Тайван, Тайланд, Танзания, Филипини, Хонконг, Шри Ланка, Южна Африка и Япония.
Обитава крайбрежията и пясъчните дъна на сладководни и полусолени басейни, океани, морета, заливи и рифове. Среща се на дълбочина от 20 до 110 m, при температура на водата от 20,1 до 28 °C и соленост 32,9 – 36,2 ‰.

## Описание
На дължина достигат до 59,3 cm, а теглото им е не повече от 3200 g.